# Ярославский сельский округ
Яросла́вский се́льский окру́г (каз. Ярославка ауылдық округі) — административная единица в составе Атбасарского района Акмолинской области Республики Казахстан. 
Административный центр — село Тимашевка.

## География
Административно-территориальное образование расположено в центральной части Атбасарского района. В состав сельского округа входит 5 населённых пунктов.
Граничит с землями административно-территориальных образований: Тельманский сельский округ — на востоке, севере, Шункыркольский сельский округ — на юге, сельский округ Акана Курманова — на западе, Сергеевский сельский округ — на северо-западе.
Территория сельского округа расположена на Казахском мелкосопочнике. Рельеф местности представляет собой в основном прямые равнинные поля, в местах — волнистые, с малыми возвышенностями. Общий уклон в целом — с юга на север (в район реки Ишим). Средняя абсолютная высота округа — около 285 метров.
Гидрографическая сеть сельского округа представлена рекой Ишим.
Климат холодно-умеренный, с условно хорошей влажностью. Среднегодовая температура воздуха положительная и составляет около +4,0°С. Среднемесячная температура воздуха в июле достигает +21,5°С. Среднемесячная температура января составляет около -14,5°С. Среднегодовое количество осадков составляет около 395 мм. Основная часть осадков выпадает в период с июня по июль.
Через территорию сельского округа проходит автомобильная дорога областного значения — КС-7 «Сочинское — Атбасар».

## История
В 1989 году существовал как — Ярославский сельсовет (сёла Тимашевка, Ждановка, Калиновка, Магдалиновка, Родионовка, Хрящевка).
В периоде 1991—1998 годов сельсовет был преобразован в сельскую администрацию (1992), в 1995 году — в сельский округ.
Совместным решением Акмолинского областного маслихата и акимата Акмолинской области от 7 декабря 2005 года № ЗС-16-13 «О внесении изменений в административно-территориальное устройство области по Енбекшильдерскому, Сандыктаускому, Шортандинскому, Атбасарскому районам» (зарегистрированное Департаментом юстиции Акмолинской области 4 января 2006 года № 3170):
- село Ждановка было переведено в категорию иных поселений и исключено из учётных данных;
- поселение упразднённого населённого пункта — вошло в состав села Родионовка.

## Население
| Численность населения | Численность населения | Численность населения |
| 1989                  | 1999                  | 2009                  |
| --------------------- | --------------------- | --------------------- |
| 2673                  | ↘2311                 | ↘1686                 |

## Состав
| № | Населённый пункт | Тип населённого пункта       | Население, 1989 | Население, 1999 | Население, 2009 |
| - | ---------------- | ---------------------------- | --------------- | --------------- | --------------- |
| 1 | Ждановка         | село, упразднено             | 79              | -               | -               |
| 2 | Калиновка        | село                         | 453             | -               | 306             |
| 3 | Магдалиновка     | село                         | 302             | 299             | 240             |
| 4 | Родиновка        | село                         | 195             | 638             | 96              |
| 5 | Тимашевка        | село, административный центр | 1 196           | 925             | 738             |
| 6 | Хрящевка         | село                         | 448             | 449             | 306             |

## Экономика[11]
Сельское хозяйство
На территории сельского округа находятся еще 4 ТОО, 29 крестьянских хозяйств и ИП, площадь сельхозугодий составляет 431,67 км².
Основное направление в сельском хозяйстве — растениеводство. Базовыми предприятиями являются ТОО «Алтындан» — площадь сельхозугодий составляет 159,68 км2 и ТОО «Нур-777» — площадь сельхозугодий 64,96 км².
Предпринимательство
В округе зарегистрировано семь торговых точек розничной торговли, 1 СТО, 1 цех по ремонту топливной аппаратуры, 15 — выпас скота, 6 частный извоз пассажиров. Доставка хлеба по торговым точкам производится ТОО «Нур-777». ТОО «Алтындан» выпекает хлеб в собственной пекарне в селе Тимашевка.

## Инфраструктура[11]
Образование
В сельском округе функционируют 3 школы: одна средняя, одна основная и одна начальная. При школах работают мини-центры.
Здравоохранение
На территории сельского округа функционирует ФАП и 3 медицинских пункта.
Культура
Из учреждений культуры, в сельском округе функционируют 3 сельские библиотеки и работает 1 культорганизатор. В селе Хрящевка имеется сельский клуб.

## Местное самоуправление
Аппарат акима Ярославского сельского округа — село Тимашевка, улица Орталык, 49/1
- Аким сельского округа — Исмагулов Еркин Курмангалиевич[1].